# 귀신백찬
귀신백찬(鬼薪白粲)은 고대 중국의 형벌로, 노역형의 하나이다.

## 개요
제사에 쓰일 땔감을 구하는 귀신과 제사에 쓰일 쌀을 골라내는 백찬으로 이루어졌으며, 남자는 귀신에, 여자는 백찬에 처하였다. 형기는 3년이었다.
완성단용에 처한 죄수들이 형기를 채우는 동안 거쳐가기도 하였는데, 이때는 형기를 1년으로 하고 이후 예신첩 1년을 추가로 복역하여 집행을 마쳤다.

## 출전
- 반고, 《한서》 권23 형법지